# Gerd Quedenbaum
Gerd Quedenbaum (* 8. Februar 1931; † 23. November 2021) war ein deutscher Schriftsteller, Zeichner und Verleger.
Er betrieb den Eider-Verlag in Düsseldorf.

## Schriften
- Der Verleger und Buchhändler Johann Heinrich Zedler 1706–1751. Ein Buchunternehmer in den Zwängen seiner Zeit. Ein Beitrag zur Geschichte des deutschen Buchhandels im 18. Jahrhundert. Hildesheim [u. a.] 1977, ISBN 3-487-06241-0.
- Sorge und Treene, Nebenflüsse der Eider. Eider-Verlag, Düsseldorf 1984, ISBN 3-921908-09-4.
- Der Gieselau-Kanal – ein Symbol. Eider-Verlag, Düsseldorf 1987, ISBN 3-921908-06-X.
- Vorflut. Der Eiderverband. Ein Beitrag zur Geschichte des Deich- und Entwässerungswesens in der mittleren Eiderregion. Düsseldorf 2000. ISBN 3-921908-08-6
- männer-chor-singen. Eider-Verlag, Düsseldorf 2005.